# Alessio Lisci
Alessio Lisci (Roma, Italia, 4 de noviembre de 1985) es un entrenador de fútbol italiano. Actualmente es el entrenador del C. A. Osasuna de la Primera División de España.

## Trayectoria
Nacido en Roma, Lisci jugó principalmente para equipos de Promozione, y representó notablemente al equipo de Serie D A.C.D. Guidonia Montecelio durante su carrera senior. Después de retirarse, comenzó a trabajar en el Lazio como preparador físico de los equipos juveniles.
En la temporada 2011-2012 se incorporó al Levante UD. Alessio dirigiría al Levante UD. l, Infantil E, Infantil C, Cadete B y Juvenil B, ejerciendo de segundo entrenador en el Juvenil A y en el Atlético Levante UD. 
Entre sus logros con los equipo de la cantera levantinista, destacarían cuatro títulos de Liga conseguidos con el Alevín D (2011-2012), Infantil E (2012-2013), Infantil C (2013-2014) y Juvenil B (2017-2018). Como asistente, dirigiría al Juvenil A del Levante UD en la Copa del Rey durante las temporadas (2012-2013 y 2013-2014) y un ascenso a Segunda División B con el Atlético Levante UD en la temporada 2014-2015.
Más tarde, dirigiría al Juvenil de División de Honor, con el que lograría dos subcampeonatos en el grupo VII, con la consecuente clasificación del equipo para la Copa del Rey de la categoría, llegando en una ocasión hasta semifinales contra el Real Madrid.
El 15 de diciembre de 2020, tras la destitución de Luis García Tevenet, se convirtió en entrenador del Atlético Levante UD de la Segunda División B de España. Con el filial granota, al término de la temporada 2020-21 lograría salvarlo del descenso de categoría, tras ganar los últimos tres partidos seguidos entre otros. 
En la temporada 2021-22, Alessio continuaría al frente del Atlético Levante UD, en la Segunda División RFEF.
El 30 de noviembre de 2021, tras la destitución de Javier Pereira Megía, se hizo cargo del primer equipo del Levante UD de manera interina. Sin embargo, el 7 de diciembre de 2021, dejó de ser técnico interino para serlo de manera estable hasta final de temporada.
En su mandato cosechó 28 puntos en 23 partidos, estableciendo algunos récords en la entidad granota, aunque no fueron suficientes para salvar la categoría, al haber heredado el equipo con tan sólo 7 puntos tras 15 jornadas. Los números en los partidos que dirigió al Levante no fueron suficientes para conseguir la confianza de la junta directiva granota. No fue renovado en su cargo y fue reemplazado por Mehdi Nafti.
El 8 de junio de 2023, firma por el CD Mirandés de la Segunda División de España. Tras lograr la permanencia en su primera temporada en el modesto club de Miranda de Ebro, al año siguiente terminó cuarto en la Liga regular y logró llegar a la final de la promoción de ascenso, pero fue derrotado por el Real Oviedo.
El 23 de junio de 2025, el CD Mirandés anunció oficialmente su marcha después de realizar la mejor temporada en la historia del club burgalés. Unas horas después, fue anunciado como nuevo entrenador del CA Osasuna para las dos próximas temporadas, es decir, hasta el 30 de junio de 2027.

## Estadísticas como entrenador
| Equipo                    | Div.                | Temporada           | Liga  | Liga | Liga | Liga | Liga |       | Copa | Copa | Copa | Copa  |   | Internacional | Internacional | Internacional | Internacional | Internacional |   | Otros | Otros | Otros | Otros |    | Totales     | Totales | Totales | Totales | Totales | Totales | Totales | Totales |
| Equipo                    | Div.                | Temporada           | Part. | G    | E    | P    | Pos. | Part. | G    | E    | P    | Part. | G | E             | P             | Pos.          | Part.         | G             | E | P     | Part. | G     | E     | P  | Rendimiento | GF      | GC      | Dif.    |         |         |         |         |
| ------------------------- | ------------------- | ------------------- | ----- | ---- | ---- | ---- | ---- | ----- | ---- | ---- | ---- | ----- | - | ------------- | ------------- | ------------- | ------------- | ------------- | - | ----- | ----- | ----- | ----- | -- | ----------- | ------- | ------- | ------- | ------- | ------- | ------- | ------- |
| Atlético Levante · España | 2.ªB                | 2020-21             | 18    | 7    | 4    | 7    | 7.º  | -     | -    | -    | -    | -     | - | -             | -             | -             | -             | -             | - | -     | 18    | 7     | 4     | 7  | 46.3%       | 16      | 18      | -2      |         |         |         |         |
| Atlético Levante · España | 2F                  | 2021-22             | 13    | 5    | 4    | 4    | Inc. | -     | -    | -    | -    | -     | - | -             | -             | -             | -             | -             | - | -     | 13    | 5     | 4     | 4  | 48.72%      | 17      | 8       | +9      |         |         |         |         |
| Atlético Levante · España | Total               | Total               | 31    | 12   | 8    | 11   | -    | -     | -    | -    | -    | -     | - | -             | -             | -             | -             | -             | - | -     | 31    | 12    | 8     | 11 | 47.31%      | 33      | 26      | +7      |         |         |         |         |
| Levante · España          | 1.ª                 | 2021-22             | 23    | 8    | 4    | 11   | 19.º | 2     | 1    | 1    | 0    | -     | - | -             | -             | -             | -             | -             | - | -     | 25    | 9     | 5     | 11 | 42.67%      | 49      | 51      | -2      |         |         |         |         |
| Levante · España          | Total               | Total               | 23    | 8    | 4    | 11   | -    | 2     | 1    | 1    | 0    | -     | - | -             | -             | -             | -             | -             | - | -     | 25    | 9     | 5     | 11 | 42.67%      | 49      | 51      | -2      |         |         |         |         |
| Mirandés · España         | 2.ª                 | 2023-24             | 42    | 12   | 13   | 17   | 18.º | 2     | 1    | 0    | 1    | -     | - | -             | -             | -             | -             | -             | - | -     | 44    | 13    | 13    | 18 | 39.4%       | 49      | 58      | -9      |         |         |         |         |
| Mirandés · España         | 2.ª                 | 2024-25             | 42    | 22   | 9    | 11   | 4.º  | 1     | 0    | 0    | 1    | -     | - | -             | -             | -             | 4             | 2             | 1 | 1     | 47    | 24    | 10    | 13 | 58.15%      | 69      | 49      | +20     |         |         |         |         |
| Mirandés · España         | Total               | Total               | 84    | 34   | 22   | 28   | -    | 3     | 1    | 0    | 2    | -     | - | -             | -             | -             | 4             | 2             | 1 | 1     | 91    | 37    | 23    | 31 | 49.08%      | 118     | 107     | +11     |         |         |         |         |
| Osasuna · España          | 1.ª                 | 2025-26             | 1     | 0    | 0    | 1    | -    | 0     | 0    | 0    | 0    | -     | - | -             | -             | -             | -             | -             | - | -     | 1     | 0     | 0     | 1  | 0%          | 0       | 1       | -1      |         |         |         |         |
| Osasuna · España          | Total               | Total               | 1     | 0    | 0    | 1    | -    | 0     | 0    | 0    | 0    | -     | - | -             | -             | -             | -             | -             | - | -     | 1     | 0     | 0     | 1  | 0%          | 0       | 1       | -1      |         |         |         |         |
| Total en su carrera       | Total en su carrera | Total en su carrera | 139   | 54   | 34   | 51   | -    | 5     | 2    | 1    | 2    | -     | - | -             | -             | -             | 4             | 2             | 1 | 1     | 148   | 58    | 36    | 54 | 47.3%       | 200     | 185     | +15     |         |         |         |         |
| 1. 2.                     |                     |                     |       |      |      |      |      |       |      |      |      |       |   |               |               |               |               |               |   |       |       |       |       |    |             |         |         |         |         |         |         |         |

#### Resumen por competiciones
| Competición                  | Partidos | Ganados | Empatados | Perdidos | %      | Resultado     |
| ---------------------------- | -------- | ------- | --------- | -------- | ------ | ------------- |
| Segunda Federación           | 13       | 5       | 4         | 4        | 48.72% | 10.º lugar    |
| Segunda División B de España | 18       | 7       | 4         | 7        | 46.3%  | 7.º lugar     |
| Segunda División de España   | 88       | 36      | 23        | 29       | 49.62% | 4.º lugar     |
| LaLiga                       | 24       | 8       | 4         | 12       | 38.89% | 19.º lugar    |
| Copa del Rey                 | 5        | 2       | 1         | 2        | 46.67% | Segunda ronda |
| TOTAL                        | 148      | 58      | 36        | 54       | 47.3%  | Sin Títulos   |